# مقتدي (اسم)
مقتدي هو اسم علم مذكر من أصل عربي، ومعناه هو اسم فاعل التابع المعتاد على الاقتداء بالنبي ﷺ. هو من يكون ذات صفات حميده وهو من يكون محترم بين الناس 

## وصلات خارجية
- موسوعة السلطان قابوس لأسماء العرب